# 2025년 몽골 시위
2025년 몽골 시위는 2025년 5월 14일 몽골 총리 롭상남스랭 어용에르덴의 아들이 사치스러운 지출을 했다는 보도에 따라 몽골의 수도 울란바토르에서 시작된 반정부 시위이다. 주로 몽골 청년들이 주도한 이 시위는 정부 부패, 불평등, 정치 엘리트와 그 가족의 영향력에 대한 광범위한 우려에 초점을 맞췄다.
2024년 몽골 총선 이후 연립정부를 구성했던 어용에르덴 총리는 부정행위를 부인하며, 재정적 비리가 발견되면 사퇴하겠다고 밝혔다. 시위는 2주 넘게 이어졌고, 여당 연합의 재편과 결국 불신임 결의 투표로 이어졌다. 분석가는 이번 사건이 집권 몽골 인민당 내부의 긴장과 헌법 개정 논의를 포함한 더 깊은 정치적 분열을 반영한다고 평가했다.
6월 3일, 어용에르덴은 국가대후랄에서 불신임 결의 투표에서 패배하여 총리직에서 사임했다. 어용에르덴은 통과를 막을 수 있는 과반인 64표 중 단 44표만을 얻었다.

## 배경
2025년 1월 11일, 리베르테 당이 주최한 시위가 울란바토르의 수흐바타르 광장에서 수백 명의 참가자를 모았다. 시위대는 대기 오염, 교통 체증, 빈곤, 부정부패, 세금 및 증가하는 실업 문제로 정부 사퇴를 요구했다. 당은 1월 22일까지 시위가 계속될 것이라고 밝히고 33명의 의원에게 사임안을 제출했다.
롭상남스랭 어용에르덴은 몽골 인민당 (MPP)이 126석 중 68석을 획득한 2024년 몽골 총선에서 총리로 재선되었다. 그는 단독으로 통치하는 대신, 제안된 국부 펀드와 대규모 인프라 프로젝트를 포함한 장기 경제 개혁에 대한 합의를 촉진하기 위해 민주당(42석) 및 HUN 당(8석)과 연립정부를 구성했다. 2025년 기준 어용에르덴은 남바링 엥흐바야르 이후 몽골에서 최장기 집권 총리이다.
총리의 23세 아들 테무엘렌 롭상남스랭의 약혼녀가 고급 핸드백, 고가 반지, 메르세데스-벤츠 등 명품을 자랑하는 소셜 미디어 게시물이 대중의 분노를 촉발시켰다. 이 사진은 총리 가족이 공무원의 수입을 훨씬 초과하는 부를 누리고 있다는 의혹을 불러일으켰고, 몽골의 자원 부국 경제에서 부패와 부의 집중 문제에 대한 오랜 우려를 심화시켰다.
어용에르덴은 광업 및 은행 부문의 고착화된 이익에 도전하려는 개혁 지향적인 지도자로 명성을 쌓았지만, 이번 폭로는 광범위한 평론을 불러일으켰다. 그가 아들의 생활 방식을 알고 있거나 자금을 지원했다는 의혹으로 인해 그의 사임을 요구하는 청원이 제기되었다. 59,000명 이상이 서명한 이 청원에는 높은 인플레이션과 언론 자유에 대한 제한 증가도 불만 사항으로 언급되었다. 어용에르덴은 아들이 자신에게 재정적 지원을 요청한 적이 없으며, 몽골 반부패청이 이 문제를 조사하고 있다고 밝혔다. 그는 반부패청이 자신의 재산 공개 내역과의 실제 불일치를 발견하면 이의 없이 사임할 의사가 있다고 보도되었다.

## 시위
시위는 처음에는 대중의 좌절감이 비체계적으로 표출된 형태로 나타났다. 2025년 5월 중순부터 소규모이지만 지속적인 평화 시위가 시작되었고, 몽골의 청년들은 울란바토르의 수흐바타르 광장에 모여 총리의 사퇴를 요구했다. 시위대는 총리 가족의 부패 의혹과 더불어 불평등 및 정부 부패와 관련된 광범위한 불만에 대해 좌절감을 표출했다. 그들은 총리가 자신의 수입원을 공개하고 보고된 지출의 자금 출처에 대한 설명을 제공할 것을 요구했다. 며칠 연속으로 반정부 시위대는 정부궁 밖에 모였으며, 이에 반대하는 친정부 시위대는 일반적으로 나이가 많았으며, 총리를 지지하고 총리 사임의 효과에 대해 회의적이었다.
5월 21일, MPP는 몇몇 민주당 의원들이 진행 중인 시위를 지지하자 양해각서 위반을 이유로 DP를 집권 연합에서 축출했다. 이 움직임으로 인해 연합은 결성된 지 1년도 채 되지 않아 사실상 해체되었다. 이에 대해 DP는 MPP에 사전 통보 없이 연립 정부에서 갑작스럽게 축출된 것에 대한 서면 설명과 공개 사과를 공식적으로 요구했다. 민주당 의장이자 부총리인 롭상냠인 강툠어르는 반대하는 의원이 당의 공식 입장을 대변하지 않는다고 밝혔다. 5월 22일, 3개 여당 지도자들은 연립 협정 조건을 재평가하기 위해 만났다.
5월 24일, 시위는 9일째에 접어들었다. 5월 26일, 주최측은 확대된 요구 사항들을 공개적으로 발표했다. 내용은 다음과 같다.

- 정치적 및 도덕적 책임을 이유로 어용에르덴 총리의 사임
- 연립 정부 해산 및 새로운 연립 정부 구성 거부
- 헌법 개정을 자제하여 헌법적 안정 유지 요구

5월 27일, 정부 소식통은 어용에르덴이 다음 주에 예상되는 신임 투표를 고려하고 있다고 밝혔다. 의원들에게 어용에르덴을 해임하도록 압력을 가하기 위해 시위대는 2024년 6월에 선출된 126명의 모든 의원에게 발언하고 지역구 유권자들의 견해를 대변할 것을 요구했다.
분석가는 시위 기간 어용에르덴과 대중 간의 단절을 강조했다. 이는 그의 지연된 대응, 직접적인 참여 부족, 그리고 사법부에 대한 대중의 불신을 해소하지 못한 점을 지적했다. 어용에르덴은 정책 성과와 안정을 강조했지만, 시위대는 그의 행동을 회피적이고 권력 유지에만 초점을 맞춘 것으로 보았다. 총리가 시위대와의 만남을 거부하고 투명성 확보를 지연시킨 것은 대중의 불만을 더욱 부추겼다.
6월 2일, 투표 전날, 어용에르덴은 의회 연설에서 자신이 국가 임명, 입찰 또는 대출에 관여하지 않았으며, 오히려 그러한 관행을 폭로하기 위해 노력했다고 자신의 생활을 옹호했다. 그는 투명성과 반부패 노력을 재차 강조했으며, 강력한 기득권 세력이 자신의 축출을 시도하는 시위의 배후에 있다고 주장했다. 해임되기 전에 어용에르덴의 언론실은 연립 정부가 해산될 경우 잠재적인 불안정성을 경고하는 경제 예측을 발표했다.
6월 3일, 어용에르덴은 국가대후랄에서 불신임 결의 투표에서 패배한 후 사임했다. 그는 과반 64표 중 44표의 지지를 얻었으며, 36명이 반대했고, 나머지 42명은 투표하지 않았다. 어용에르덴은 새로운 총리가 30일 이내에 임명될 때까지 과도 총리로 재직할 예정이다.

## 분석
평론가와 정치 분석가는 시위와 그로 인한 정치적 위기가 집권 MPP 내부의 권력 투쟁과 동시에 발생했다고 지적했다. 방송인이자 분석가인 자르갈 데팩토에 따르면, 일부 파벌은 이번 논란을 이용하여 오흐나깅 후렐수흐 대통령이 재선을 모색할 수 있도록 헌법 개정을 주장하고 있었다. 몽골 헌법은 대통령의 임기를 6년 단임으로 제한하고 있다.
전 총리이자 MPP 의원인 후렐수흐는 국제형사재판소에 관한 로마 규정에 따른 국제 법적 의무에도 불구하고 블라디미르 푸틴 러시아 대통령을 몽골로 초청하고 모스크바에서 열린 승리의 날 기념행사에 참석하는 등 외교 정책 결정으로 인해 비판을 받은 바 있다. 정치 경제 분석가이자 칼럼니스트인 볼로르에르데네 바자르수렌은 더 디플로맷과의 인터뷰에서 몽골이 대통령제로 전환할 가능성에 대한 논의는 오래전부터 있었다고 밝혔다. 그녀는 헌법 수호에 지나치게 강조하는 것이 대중의 이익을 소외시키고 시위 속에서 정치 엘리트들 간의 권력 투쟁에 기여했다고 보았다. 바자르수렌은 정치적 교착 상태가 지속되면 몽골의 통치 체계 변경에 대한 더 광범위한 논쟁으로 확대될 수 있다고 경고했다.
5월 18일, 대통령 언론실은 후렐수흐 대통령이 2027년 선거에서 재선에 도전하지 않을 것이라고 발표했으며, 6월 2일 신임 투표에 대한 의회 토론 중 예상치 못한 심야 출연에서 자신의 입장을 재확인했다.
자르갈 데팩토는 또한 어용에르덴의 국부 펀드 조성 노력과 부채 및 원자재 중심 경제 의존도 감소 시도가 강력한 기업 이익 집단의 반대를 불러일으켰다고 지적했다. 총리는 은행, 광업, 교육과 같은 분야에서 반부패 계획을 강조했지만, 사법부 내의 체계적인 문제로 인해 이러한 노력의 효과는 의문시되었다. 높은 인플레이션과 금리 상승은 대중의 신뢰를 더욱 약화시켰다.

## 같이 보기
- 2008년 몽골 소요사태
- 2018년~2019년 몽골 시위
- 2021년 몽골 시위
- 2022년 몽골 시위
- 1990년 몽골 혁명